# IC 2722
IC 2722 ist ein Galaxientriplett im Sternbild Löwe auf der Ekliptik. Sie ist schätzungsweise 913 Millionen Lichtjahre von der Milchstraße entfernt.
Das Objekt wurde am 27. März 1906 von Max Wolf entdeckt.